# Kaplica Rektorska pw. św. Michała Archanioła w Przemyślu
Kaplica Rektorska pw. św. Michała Archanioła, będąca na prawach kościoła parafialnego, znajduje się w Przemyślu przy ulicy Bakończyckiej 5.

## Historia Kaplicy
Powstała 16 września 1986 na dawnym obiekcie rolniczym. Rok później, 16 września 1987 została poświęcona przez Arcybiskupa Metropolitę Przemyskiego śp. Ignacego Tokarczuka jako Kaplica Rektoralna dla tamtejszej Szkoły Budowlanej, oraz dla pobliskiego osiedla przy ul. Żołnierzy I Armii Wojska Polskiego. W roku 2016 kaplica dostała relikwię, kroplę krwi św. Jana Pawła II, a w roku 2017 przez Arcybiskupa Józefa Michalika został poświęcony obraz Matki Bożej Rozwiązującej Węzły.

## Duszpasterze Kaplicy
1. Ks. Stanisław Curzytek 1984-1987
2. Ks. Michał Błaszkiewicz 1987-1990
3. Ks. Zbigniew Suchy 1990-1993
4. Ks. Stanisław Janusz 1993-1996
5. Ks. Wiesław Przepadło 1996-1999
6. Ks. prof. Witold Jedynak 1999-2008
7. Ks. Ryszard Pelc 2008-2011
8. Ks. Witold Burda 2011-2012
9. Ks. dr Arkadiusz Jasiewicz 2012-2019
10. Ks. dr Tomasz Picur 2019 - 2024
11. Ks. Andrzej Socha 2024 - obecnie

## Relikwie
1. Kropla krwi św. Jana Pawła II

## Patroni
1. Św. Michał Archanioł
2. Matka Boża Rozwiązująca Węzły
3. Matka Boża Jackowa
4. Św. Jan Paweł II